# نطرية ضاربة للخضرة
نطرية ضاربة للخضرة (الاسم العلمي: Netria viridescens)، هي نوع من الحشرات يتبع جنس النطرية من فصيلة سنيات ظهرية.